# Усад (Тверская область)
Усад — деревня в Кимрском районе Тверской области. Входит в состав Ильинского сельского поселения.

## География
Находится в юго-восточной части Тверской области на расстоянии приблизительно 13 км на запад-северо-запад по прямой от районного центра города Кимры в левобережной части района у озера.

## История
Известна была с 1628 года как деревня с 14 дворами, владение старицы Мстиславской, с 1645 года новое владение московского Архангельского собора. В 1678 году 25 дворов, в 1780-х годах 18 дворов, 52 в 1806. В 1859 году здесь (деревня Корчевского уезда Тверской губернии) было учтено 59 дворов, в 1887 — 54.

## Население
Численность населения: 65 человек (1780-е годы), 372 (1806 год), 361 (1859 год), 203 (1887), 15 (русские 100 %) в 2002 году, 8 в 2010.